# Ампо
Ампо́ (фр. Empeaux, окс. Empèuts) — коммуна во Франции, находится в регионе Юг — Пиренеи. Департамент — Верхняя Гаронна. Входит в состав кантона Сен-Лис. Округ коммуны — Мюре.
Код INSEE коммуны — 31166.

## География
Коммуна расположена приблизительно в 600 км к югу от Парижа, в 30 км к западу от Тулузы.

## Климат
Климат умеренно-океанический. Зима мягкая и снежная, весна характеризуется сильными дождями и грозами, лето сухое и жаркое, осень солнечная. Преобладают сильные юго-восточные и северо-западные ветры.

## Население
Население коммуны на 2010 год составляло 234 человека.
| 1962 | 1968 | 1975 | 1982 | 1990 | 1999 | 2010 |
| ---- | ---- | ---- | ---- | ---- | ---- | ---- |
| 98   | 118  | 131  | 124  | 142  | 165  | 234  |

## Экономика
В 2010 году среди 148 человек трудоспособного возраста (15—64 лет) 114 были экономически активными, 34 — неактивными (показатель активности — 77,0 %, в 1999 году было 74,8 %). Из 114 активных жителей работали 101 человек (53 мужчины и 48 женщин), безработных было 13 (9 мужчин и 4 женщины). Среди 34 неактивных 6 человек были учениками или студентами, 17 — пенсионерами, 11 были неактивными по другим причинам.